# カジミェシュ・ルドヴィク・ビェリンスキ

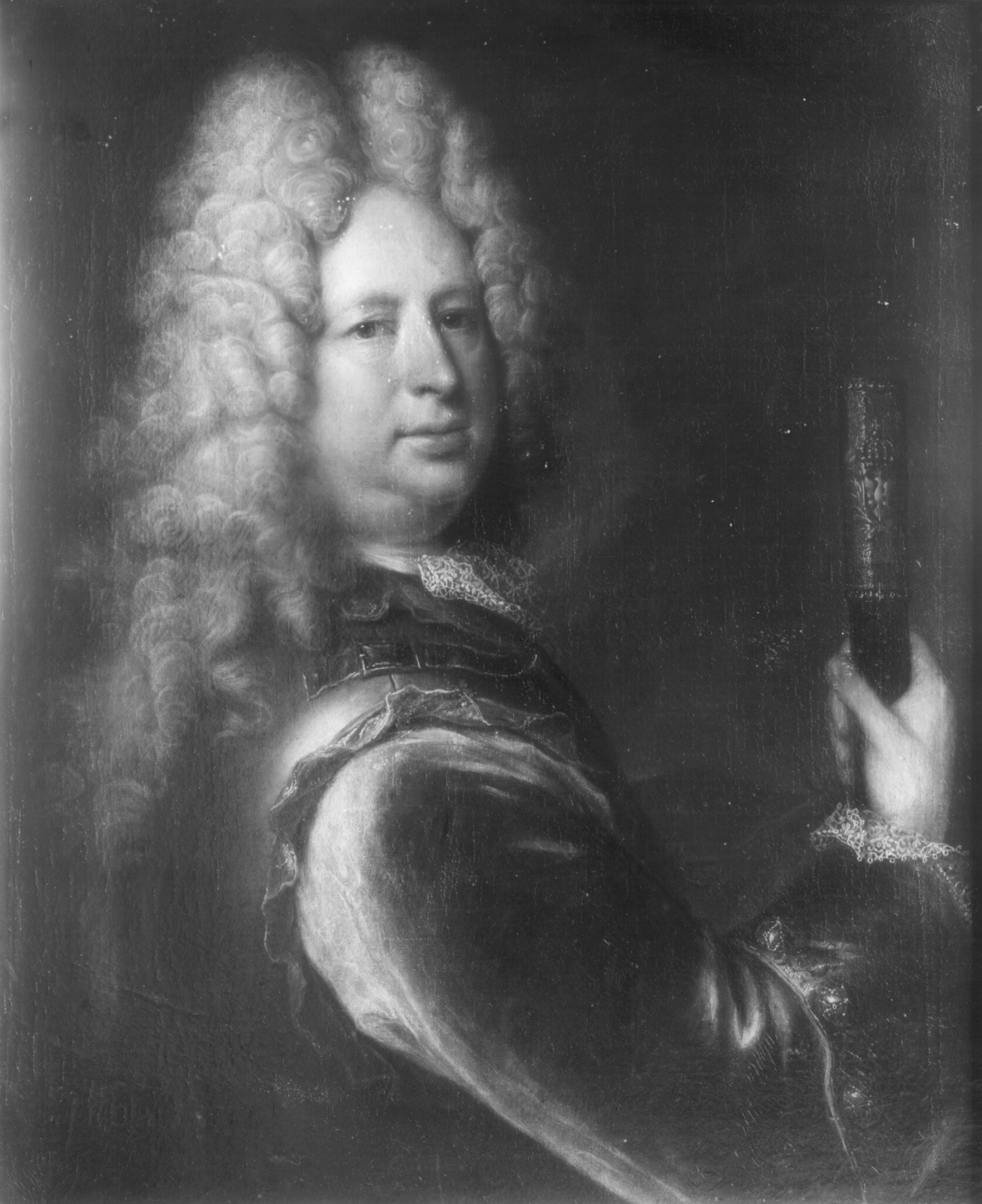
カジミェシュ・ルドヴィク・ビェリンスキ、マーニョキ・アーダーム画

カジミェシュ・ルドヴィク・ビェリンスキ（Kazimierz Ludwik Bieliński, ? - 1713年3月24日）は、ポーランド・リトアニア共和国の貴族、政治家、外交官。
セイム議長・マルボルク県知事を務めたフランチシェク・ヤン・ビェリンスキの息子。1682年財務長官ヤン・アンジェイ・モルシュティンの娘ルドヴィカ・マリア・モルシュティンと結婚、妻への結婚の贈り物としてオトフォツク・ヴィエルキ宮殿を造営した。妻との間に3男4女がいた。
1688年から1702年まで宮廷侍従の職にあり、1702年宮内副長官に就任、同年内に宮内長官に昇進し、死ぬまで同職を保持した。多くの村落の代官職を兼ねた。また1683年、1688年、1690年のセイム議員を務め、1697年にはセイム議長に選ばれた。白鷲勲章をも拝受した。
大北方戦争期にはサンドミェシュ連盟に参加し、一貫してザクセンのアウグスト強王を支持した。この縁故もあり、末娘のマリアンナはアウグスト強王の妾に選ばれた。
別の娘カタジナは駐ワルシャワフランス大使ジャン＝ヴィクトル・ド・ブザンヴァル・ド・ブルンシュタットに嫁いだ。次男のフランチシェク・ビェリンスキも宮内長官まで昇進した。